# Miller Lite 200 2001
Miller Lite 200 2001 var ett race som var den trettonde deltävlingen i CART World Series säsongen 2001. Racet kördes den 12 augusti på Mid-Ohio Sports Car Course. Precis som året innan stod Hélio Castroneves som segrare, och hans vinst reducerade gapet till mästerskapsledaren Kenny Bräck till en ynka poäng med åtta race kvar att köra. För andra året i rad tog Marlboro Team Penske en dubbelseger, då Gil de Ferran slutade tvåa.

## Slutresultat
| Plats | Förare               | Team                     | Grid | Kvaltid  |
| ----- | -------------------- | ------------------------ | ---- | -------- |
| 1     | Hélio Castroneves    | Marlboro Team Penske     | 2    | 1.05,877 |
| 2     | Gil de Ferran        | Marlboro Team Penske     | 1    | 1.05,442 |
| 3     | Patrick Carpentier   | Forsythe Racing          | 3    | 1.05,905 |
| 4     | Paul Tracy           | Team KOOL Green          | 8    | 1.06,361 |
| 5     | Tony Kanaan          | Mo Nunn Racing           | 7    | 1.06,196 |
| 6     | Roberto Moreno       | Patrick Racing           | 15   | 1.06,550 |
| 7     | Alex Tagliani        | Forsythe Racing          | 6    | 1.06,093 |
| 8     | Christian Fittipaldi | Newman/Haas Racing       | 9    | 1.06,364 |
| 9     | Oriol Servià         | Sigma Autosport          | 26   | 1.08,364 |
| 10    | Cristiano da Matta   | Newman/Haas Racing       | 11   | 1.06,469 |
| 11    | Memo Gidley          | Chip Ganassi Racing      | 17   | 1.06,776 |
| 12    | Scott Dixon          | PacWest Racing           | 12   | 1.06,480 |
| 13    | Bruno Junqueira      | Chip Ganassi Racing      | 10   | 1.06,395 |
| 14    | Maurício Gugelmin    | PacWest Racing           | 21   | 1.07,106 |
| 15    | Max Wilson           | Arciero/Brooke Racing    | 24   | 1.07,508 |
| 16    | Dario Franchitti     | Team KOOL Green          | 5    | 1.06,012 |
| 17    | Michel Jourdain Jr.  | Herdez Bettenhausen      | 25   | 1.07,678 |
| 18    | Shinji Nakano        | Fernández Racing         | 23   | 1.07,235 |
| 19    | Alex Zanardi         | Mo Nunn Racing           | 20   | 1.07,068 |
| 20    | Kenny Bräck          | Team Rahal               | 13   | 1.06,494 |
| 21    | Tora Takagi          | Walker Racing            | 22   | 1.07,168 |
| 22    | Adrián Fernández     | Fernández Racing         | 16   | 1.06,649 |
| 23    | Jimmy Vasser         | Patrick Racing           | 4    | 1.05,931 |
| 24    | Max Papis            | Team Rahal               | 19   | 1.06,939 |
| 25    | Bryan Herta          | Zakspeed/Forsythe Racing | 14   | 1.06,510 |
| 26    | Michael Andretti     | Team Motorola            | 18   | 1.06,806 |